# Талышская кухня
Талышская кухня (тал. Tolyšə kijəsə/Толышə киjəсə) — национальная кухня талышского народа. Особенностью кухни является использование в большом количестве овощей, зелени, орехоплодных, бахчевых, рыбы - отчего кухня полезна, вкусна и своеобразна.
Талышская кухня делится на ежедневные блюда и церемониальные (свадебные, религиозные, похоронные). Её можно охарактеризовать как простую и сытную, а также кухня отражает особенности региона: близость Каспийского моря и Талышских гор, а также тёплый климат. Национальная талышская кухня обладает различными яркими чертами, обусловленными уникальным географическим положением, природой, флорой и фауной Талыша. В ней преобладают мясные блюда, овощи и зелень. Также в талышских блюдах часто используются различные виды зелени: кинза, укроп, мята, базилик и тархун. Они придают блюдам особый аромат и вкус. Особое место в кухне занимает грецкий орех, примером является блюдо Визинджон. Специи делают вкусы насыщенными и яркими, отражая самобытность данной кухни.
В питании талышей в основном преобладают вторые блюда, такие как пловы, кебабы из баранины, рыбы, цыплята, люля-кебабы, чыхыртма из курицы. Одно из самых распространенных блюд – это блюдо из рыбы. Знаменитое лавангин из кутума, начиненного орехами, луком и сдобренного всякими пряностями, запеченного в тануре(глиняная печь), а также запеченные таким же образом цыплята – неотъемлемая часть праздничных столов, свадеб и других торжеств.
Шашлыки из баранины, рыб – осетровых, а также из цыплят, наряду с пловами, являются неотъемлемой частью талышской кухни.
В летний и особенно, осенний, сезоны такой овощ как баклажаны очень распространены в Талышском регионе. Кроме сырдака, из него готовят гийма–баклажан и куку. Много блюд из зелени; это – тырша–кабоб, куку, тора, дуйна аш.

## Популярные блюда
В талышском рационе есть такие блюда как долма, куку, лавангин, тора, а также есть в талышском рационе фрикадельки называемые кыфта.

### Супы
Из супов стоит отметить гуждов, дуйна аш, тыршина аш. 

### Пловы
Бохла пыло (плов с бобами), куа (боранийа) пыло (плов с тыквой) и другие.

### Напитки
Из напитков например талыши пьют охлаждённым или прохладным дуов (пахта с водой) или овдух. Такой сироп, как дышов используется и в лечебных целях.

### Сладости
По праздникам и торжествам талыши пекут печёные сладости: «ганди кылча» или просто «кылча», «бищи», «локу», «зерайн». 

### Соления
Называемые сырка (перец, баклажан, мушмула, чеснок).  

### Молочные продукты
Йогурт называемый по талышски «мост» и «панир» (сыр). Есть похожее на блины называемое «шытни», а также блюдо наподобие сырников называемое «джыра кука». 